# Saison 1 de Détectives
Chronologie
Saison 2
Cet article présente les épisodes de la première saison de la série télévisée Détectives.

## Distribution
- Philippe Lefebvre : Philippe Roche
- Sara Martins : Nora Abadie
- Jean-Luc Bideau : Maxime Roche, père de Philippe
- Sébastien Libessart : Marc Duchene
- Daphné Chollet : Xenia Roche, fille de Philippe
- Natasha Cashman : Alison Roche, mère de Philippe
- Vincent Escure : Santo
- Vanessa David : Isabelle Duchene
- Romann Berrux : Hugo Roche, fils de Philippe

## Liste des épisodes

### Épisode 1:Convictions intimes
- Jürgen Zwingel : Martin Mickelsen
- Brigitte Lo Cicero : Sophie
- Slimane Benaïssa : M. Ibrahimi
- Tassadit Mandi : Mme Ibrahimi
- Laurent Olmedo : Lucas Nivaggioni
- Louise Coldefy : Émilie
- Olivia Brunaux : Florence Aubrac
- Laurent Mouton : Policier
- Guillaume Bouchède : Lars
- Éric Verdin : Richard Katz
- Alain Dion : Père Émilie

### Épisode 2:Jeu de piste
- Malaurie Duffaud : Fliquette
- Éloïse Labro : Angela Weber
- Gaëlle Lebert : Alina Damiani
- Laurent Pons : Gardien de nuit
- Delphine Rich : Marine Verdier
- Nicolas Woirion : Toni Weber

### Épisode 3:Doubles vies
- Guillaume Briat : Eboeur
- Pierre Bénézit : Officier de Police
- Marc Citti : Paul
- Lucile de San José : Bibliothécaire
- Marie Dompnier : Magalie
- Marina Golovine : Alice
- Sylviane Goudal : Directrice Collège
- Philippe Laudenbach : Professeur Guez
- Claire-Lise Lecerf : Réceptionniste Hôpital Sens
- Ana Lombardi : Mme Joss
- Julie Moulier : Fabienne Mexis
- Hamza Nourou : Hassan
- Marie-Christine Orry : Catherine Ballestro
- Quentin Ourry : Baptiste
- Marie Rousseau : Directrice Hôpital Sens
- Denis Sebbah : Michel Tallec
- Florent Tran : Lucas Joss

### Épisode 4:Pot de miel
- Shemss Audat : Nadège
- Caroline Bourg : Estelle Gebwiller
- Vincent Byrd Le Sage : Mikael Vallet
- Stéphane Dausse : Armand Guérin
- Eric Grandin : Vassort
- Théo Fernandez : Yannis
- Jean-Charles Delaume : Père de Yannis
- Gaëlle Billaut-Danno : Mère de Yannis
- Alban Lenoir : Arnaud le client

### Épisode 5:Le Sourire d'Abou
- Jean-Louis Barcelona : Fleuriste
- François Bureloup : Axel Morlay
- Nathalie Cerda : Michèle Pelissier
- Stéphane Coulon : Alexandre Vaissiere
- Shawn-Kevin Etacki : Yared
- Karine Lazard : Madeleine Kervelin
- Wendy Nieto : Amel
- Ludovic Pinette : Gilles (DGSE)
- Pascal Vannson : Loïc Kervelin
- Véronique Volta : Véronique Pasquier
- Aurélie Vérillon : Réceptionniste

### Épisode 6:Contre-enquête
- Sophie-Charlotte Husson : Valentine Herrouard
- Yves Afonso : Georges Briand
- Garance Mazureckret : Tania Herrouard
- Philippe Sollier : Nicolas Herrouard
- Andrée Damant : Mme Briand
- Bastien Bouillon : Adrien Morel
- Michel Masiero : M. Morel
- Sebastien Bihi : Gérard
- Alexandre Tacchino : Jules Simeray

### Épisode 7:Les évaporés
- François Berland : Cesar
- Florent Bigot de Nesles : Simon
- Oscar Copp : Tom
- Laura del Sol : Milena
- Jean-Michel Noirey : Malki
- Yvette Petit : Voisine Julia
- Grégory Questel : Bertrand (DGSE)
- Mar Sodupe : Colomba
- Hélène Viviès : Julia
- Mathilde Wambergue : Infirmière Accueil

### Épisode 8:Avis de coup de vent
- Nicolas Beaucaire : François
- Lucie-Cerise Bouvet : Chloé
- Denise Chalem : Irene
- Élodie Hesme : Marion
- Alexandra Mercouroff : Juliette
- Bruno Paviot : Le Flic
- Arièle Semenoff : Amandine
- Niseema Theillaud : Solange
- Claire Wauthion : Vera